# Aeroportul Pinheiro
Aeroportul Pinheiro (IATA: PHI, ICAO: SNYE) este un aeroport din Maranhão, Brazilia ce deservește zona Pinheiro. A fost numit după pine tree⁠(d).
Situat la o altitudine de 20 m, aeroportul dispune de 1 pistă.

## Infrastructură

### Piste
Aeroportul dispune de o singură pistă. Pista 9/27 are suprafața de asfalt și dimensiunile 1.740 m × 30 m. 